# بنى مجلى (كحلان الشرف)

تعديل مصدري - تعديل

بنى مجلى هي إحدى قرى عزلة بنى المهدى بمديرية كحلان الشرف التابعة لمحافظة حجة، بلغ تعداد سكانها 678 نسمة حسب تعداد اليمن لعام 2004.